# Bitwa pod Kalnikiem
Bitwa pod Kalnikiem miała miejsce 21 października 1671 roku podczas wojny polsko-kozacko-tatarskiej 1666-1671.
Hetman wielki koronny Jan Sobieski uderzył i rozgromił wojska kozacko-tatarskie, które szły na odsiecz obleganemu przez Polaków Kalnikowi. W walkach na pobliskiej grobli spośród 2000 Tatarów zginęło w walce lub potonęło w głębokim stawie około 500. Pomimo świetnego zwycięstwa Sobieski nie zdołał zdobyć Kalnika i wycofał się do Bracławia.

## Literatura
- Leszek Podhorodecki, "Chanat Krymski i jego stosunki z Polską w XV-XVIII w.", Warszawa 1987, ISBN 83-05-11618-2, str. 214